# Ljuben (distrikt i Bulgarien, Silistra)
Ljuben (bulgariska: Любен) är ett distrikt i Bulgarien.   Det ligger i kommunen Obsjtina Sitovo och regionen Silistra, i den nordöstra delen av landet, 300 km öster om huvudstaden Sofia.
Trakten runt Ljuben består till största delen av jordbruksmark. Runt Ljuben är det ganska tätbefolkat, med 108 invånare per kvadratkilometer.